# Oberste Bergbehörde der DDR
Die Oberste Bergbehörde beim Ministerrat der DDR (OB) war ein zentrales Organ des  Ministerrats der DDR zur Ausübung der staatlichen Bergaufsicht, sowie für die Regelung bestimmter grundsätzlicher Fragen des Bergbaus und der damit verbundenen öffentlichen Sicherheit. 
Die OB wurde mit Wirkung vom 1. September 1959 aus der  Technischen Bergbauinspektion der DDR mit Sitz in Leipzig gebildet. Die Bergbaubetriebe unterlagen der Aufsicht der Bergbehörden in technischer und sicherheitsmäßiger Hinsicht.   
Die OB kontrollierte die planmäßige Entwicklung der Bergbausicherheit und des  Grubenrettungs- und Gasschutzwesens und legte die Schwerpunktaufgaben der Forschung und Entwicklung fest. Sie sollte darauf Einfluss nehmen, dass die Beeinträchtigung der Territorien durch die bergbaulichen Arbeiten auf ein Mindestmaß beschränkt bleiben sollten und kontrollierte die planmäßige Entwicklung der Wiederurbarmachung.
Die OB untersuchte Vorkommnisse wie Brände, Explosionen u. a. im Bergbau und wertete sie aus, wobei sie erforderliche Maßnahmen einleiten sollte. Sie genehmigte die Anwendung der Markscheider sowie Sprengmittel und Zubehör in der Volkswirtschaft. Sie führte die amtliche Sprengmittelliste, das Register über die Bergbauschutzgebiete und die Grundübersichten über bergschadengefährdete Gebiete.
Der OB waren die Bergbehörden, als Organe für die unmittelbare staatliche Bergaufsicht, sowie die Zentralstelle für das Grubenrettungs- und Gasschutzwesen und das Institut für Bergbausicherheit unterstellt. Die Aufgaben, Rechte und Pflichten der OB waren in der ersten und zweiten  VO (1) über das Statut der OB geregelt.

## Hinweise
- (1) Erste VO : GBl II 1970 Nr. 70, zweite VO :  GBl I 1974 Nr. 2